# Cozuelos de Fuentidueña
Cozuelos de Fuentidueña – gmina w Hiszpanii, w prowincji Segowia, w Kastylii i León, o powierzchni 15,24 km². W 2011 roku gmina liczyła 152 mieszkańców.